# Lay Low (Tiësto)
Lay Low è un singolo del DJ olandese Tiësto, pubblicato il 6 gennaio 2023 come settimo estratto dal settimo album in studio Drive.

## Video musicale
Il video musicale, diretto da Daniel Priess, è stato reso disponibile in concomitanza con l'uscita del brano attraverso il canale YouTube dell'artista.

## Tracce
Testi e musiche di Tijs Verwest, Dag Holtan-Hartwig, Erik Smaaland, Halvor Folstad, Mikkel Christiansen e Niklas Strandbråten.
Download digitale, streaming
1. Lay Low – 2:33

Download digitale, streaming – Extended Mix
1. Lay Low (Extended Mix) – 3:36

Download digitale, streaming – Radical Redemption Remix
1. Lay Low (Radical Redemption Remix) – 2:56

Download digitale, streaming – Radical Redemption Remix - Extended Mix
1. Lay Low (Radical Redemption Remix) (Extended Mix) – 3:21

Download digitale, streaming – Tiësto VIP Mix
1. Lay Low (Tiësto VIP Mix) – 2:39

Download digitale, streaming – Nick Strand x Mio Remix
1. Lay Low (Nick Strand x Mio Remix) – 2:22

Download digitale, streaming – Nick Strand x Mio Remix - Extended Mix
1. Lay Low (Nick Strand x Mio Remix) (Extended Mix) – 3:21

Download digitale, streaming – Argy Remix
1. Lay Low (Argy Remix) – 4:07

Download digitale, streaming – Argy Remix - Extended Mix
1. Lay Low (Argy Remix) (Extended Mix) – 5:18

## Formazione
- Halvor Folstad – voce
- Tiësto – programmazione, produzione
- Mio – produzione
- Nick Strand – produzione
- Tom Dekkers – produzione

## Classifiche

### Classifiche settimanali
| Classifica (2023) | Posizione massima |
| ----------------- | ----------------- |
| Austria           | 8                 |
| Belgio (Fiandre)  | 13                |
| Belgio (Vallonia) | 47                |
| Bielorussia       | 1                 |
| Estonia           | 5                 |
| Germania          | 10                |
| Kazakistan        | 4                 |
| Lettonia          | 11                |
| Lituania          | 18                |
| Moldavia          | 1                 |
| Norvegia          | 18                |
| Paesi Bassi       | 9                 |
| Polonia           | 16                |
| Portogallo        | 143               |
| Repubblica Ceca   | 14                |
| Russia            | 1                 |
| Slovacchia        | 7                 |
| Svezia            | 63                |
| Svizzera          | 10                |
| Ucraina           | 1                 |
| Ungheria          | 10                |

### Classifiche di fine anno
| Classifica (2023) | Posizione |
| ----------------- | --------- |
| Austria           | 13        |
| Belgio (Fiandre)  | 19        |
| Belgio (Vallonia) | 92        |
| Bielorussia       | 3         |
| Estonia           | 15        |
| Kazakistan        | 8         |
| Moldavia          | 14        |
| Russia            | 7         |
| Ucraina           | 10        |
| Ungheria          | 54        |
| Classifica (2024) | Posizione |
| Bielorussia       | 71        |
| Moldavia          | 53        |
| Russia            | 151       |
| Ucraina           | 40        |

### Classifiche di fine decennio
| Classifica (2020-29) | Posizione |
| -------------------- | --------- |
| Bielorussia          | 48        |
| Moldavia             | 73        |
| Russia               | 92        |
| Ucraina              | 110       |